# Episodi di Topolino - La casa del divertimento (seconda stagione)
La seconda stagione della serie televisiva Topolino - La casa del divertimento, composta da 30 episodi, è stata trasmessa negli USA dal 4 novembre 2022 su Disney Junior e Disney Channel. In Italia, la serie è trasmessa dal 24 maggio 2023 su Disney+.
| nº | Titolo inglese                            | Titolo italiano                            | Prima TV USA      | Prima TV Italia  |
| -- | ----------------------------------------- | ------------------------------------------ | ----------------- | ---------------- |
| 1  | The Enchanted Tea Party!                  | Un Tè incantato                            | 4 novembre 2022   | 24 maggio 2023   |
| 1  | Unhappy Campers                           | Campeggiatori infelici                     | 4 novembre 2022   | 24 maggio 2023   |
| 2  | Heroes Clean-Up!                          | Gli eroi puliscono                         | 11 novembre 2022  | 24 maggio 2023   |
| 2  | Dino Duck!                                | Il dino-papero                             | 11 novembre 2022  | 24 maggio 2023   |
| 3  | Finding Treasure!                         | In cerca del tesoro                        | 18 novembre 2022  | 24 maggio 2023   |
| 3  | Witchy Worries                            | La strega spaventosa                       | 18 novembre 2022  | 24 maggio 2023   |
| 4  | Clarabelle's Pie Day                      | Il giorno della torta                      | 9 dicembre 2022   | 24 maggio 2023   |
| 4  | Minnie's New Puppy                        | La nuova cagnolina di Minni                | 9 dicembre 2022   | 24 maggio 2023   |
| 5  | Curse of The Crusty Clam!                 | La Maledizione della Vongola Viscida       | 6 gennaio 2023    | 6 settembre 2023 |
| 5  | Dream a Little Dream                      | Buonanotte e sogni d'oro                   | 6 gennaio 2023    | 6 settembre 2023 |
| 6  | Seas the Day!                             | Mortimer sa tutto                          | 13 gennaio 2023   | 6 settembre 2023 |
| 6  | Play Nice!                                | Fate i bravi!                              | 13 gennaio 2023   | 6 settembre 2023 |
| 7  | Rescuing the Rutabaga Ruby                | Il Recupero del Rubino Rapa Rossa          | 22 gennaio 2023   | 6 settembre 2023 |
| 7  | Goofy Doesn't Like It!                    | A Pippo non piace                          | 22 gennaio 2023   | 6 settembre 2023 |
| 8  | Tooth or Consequences!                    | La Fatina dei Denti                        | 10 febbraio 2023  | 15 novembre 2023 |
| 8  | The Heroic Games                          | I Giochi Eroici                            | 10 febbraio 2023  | 15 novembre 2023 |
| 9  | Birds of a Feather                        | Diversi contro uguali                      | 24 febbraio 2023  | 15 novembre 2023 |
| 9  | Salty vs. Pepper                          | Saliossa contro Pepa                       | 24 febbraio 2023  | 15 novembre 2023 |
| 10 | Just Plane Quackers                       | Paperina Pilota                            | 31 marzo 2023     | 15 novembre 2023 |
| 10 | Frannie Takes Flight!                     | Frannie spicca il volo!                    | 31 marzo 2023     | 15 novembre 2023 |
| 11 | No Thrills, Please!                       | Niente brividi, prego!                     | 21 aprile 2023    | 15 novembre 2023 |
| 11 | Space Doggies                             | Astrocuccioli                              | 21 aprile 2023    | 15 novembre 2023 |
| 12 | Ready to Play, Ruthie!                    | Pronto a giocare, Ruthie!                  | 5 maggio 2023     | 15 novembre 2023 |
| 12 | Goofy Dogs!                               | I Pippo-dog                                | 5 maggio 2023     | 15 novembre 2023 |
| 13 | 3:10 to Rocky Road                        | Il Gelato Ciocco Ghiotto                   | 19 maggio 2023    | 15 novembre 2023 |
| 13 | Please and Thank You                      | Per favore e grazie                        | 19 maggio 2023    | 15 novembre 2023 |
| 14 | HALT, Tiger!                              | La tigre Paperina                          | 9 giugno 2023     | 10 gennaio 2024  |
| 14 | You Gotta Be Kitten Me!                   | Per mille gattini!                         | 9 giugno 2023     | 10 gennaio 2024  |
| 15 | King Ludwig's Day Off                     | Il giorno libero di Re Pico                | 28 luglio 2023    | 10 gennaio 2024  |
| 15 | No Horsing Around                         | Paperina impara una lezione                | 28 luglio 2023    | 10 gennaio 2024  |
| 16 | Dino Safari                               | I dino-sitter                              | 11 agosto 2023    | 10 gennaio 2024  |
| 17 | The Kooky Paleontologist!                 | Il paleontologo stravagante                | 18 agosto 2023    | 10 gennaio 2024  |
| 17 | That's My Jam!                            | La Jam Session                             | 18 agosto 2023    | 10 gennaio 2024  |
| 18 | Dino See, Dino Do                         | In campeggio con i dinosauri               | 25 agosto 2023    | 10 gennaio 2024  |
| 18 | Pete the Mighty Baby!                     | Baby Pietro il possente                    | 25 agosto 2023    | 10 gennaio 2024  |
| 19 | For Pete's Sake!                          | Il monumento di Pietro                     | 8 settembre 2023  | 10 gennaio 2024  |
| 19 | Minnie Golf                               | Minni Golf                                 | 8 settembre 2023  | 10 gennaio 2024  |
| 20 | No Bear Hugs                              | Pippo e gli abbracci                       | 22 settembre 2023 | 13 marzo 2024    |
| 20 | Where's Funny?                            | Dov'è Spassy?                              | 22 settembre 2023 | 13 marzo 2024    |
| 21 | Cora The Pirate Crab!                     | Cora, il Granchio Pirata                   | 26 settembre 2023 | 13 marzo 2024    |
| 21 | The Curious Case of the Kooky Scientist   | Il caso dello Scienziato Stravagante       | 26 settembre 2023 | 13 marzo 2024    |
| 22 | Stink, Stank, Stunk!                      | Il mistero della puzza!                    | 6 ottobre 2023    | 13 marzo 2024    |
| 22 | Día de los Muertos                        |                                            | 6 ottobre 2023    | 13 marzo 2024    |
| 23 | Mayor Franken-Pete's Very Bad Day         | La giornataccia del Sindaco Franken-Pietro | 27 ottobre 2023   | 13 marzo 2024    |
| 23 | The Lost Party Rings!                     | Gli anelli perduti                         | 27 ottobre 2023   | 13 marzo 2024    |
| 24 | Mickey's Sky-High Birthday!               | Il volo di compleanno                      | 15 novembre 2023  | 13 marzo 2024    |
| 24 | The What About Me Birthday                | Un compleanno speciale                     | 15 novembre 2023  | 13 marzo 2024    |
| 25 | Minnie's Snow Ball!                       | Il Ballo della Neve di Minni               | 29 novembre 2023  | 13 marzo 2024    |
| 25 | The Snow Princess                         | La Principessa della Neve                  | 29 novembre 2023  | 13 marzo 2024    |
| 26 | Santa's Crash Landing                     | L'atterraggio di fortuna di Babbo Natale   | 1º dicembre 2023  | 13 marzo 2024    |
| 27 | There's Something About Teddy!            | Il problema di Teddy                       | 5 gennaio 2024    | 12 giugno 2024   |
| 27 | Finders Keepers?                          | Chi trova una cosa, la tiene?              | 5 gennaio 2024    | 12 giugno 2024   |
| 28 | Majestica's New Troubadour!               | Il nuovo menestrello di Magestica          | 12 gennaio 2024   | 12 giugno 2024   |
| 28 | Minnie's Pod Mod                          | La bandiera di Minni                       | 12 gennaio 2024   | 12 giugno 2024   |
| 29 | Low-Key Coqui                             | Il canto della buonanotte                  | 19 gennaio 2024   | 12 giugno 2024   |
| 29 | Pinky and the Bees                        | Rosie e le api                             | 19 gennaio 2024   | 12 giugno 2024   |
| 30 | Crystal Clearwater Vs. The Annoying Algae | Crystal Chiareacque e l'alga fastidiosa    | 26 gennaio 2024   | 12 giugno 2024   |
| 30 | Trolland's Big Adventure!                 | La grande avventura di Trolland            | 26 gennaio 2024   | 12 giugno 2024   |